# Філомела Пітею-Джорджеску
Філомела Пітею-Джорджеску (рум. Filomela Piteiu_Georgescu) (29 червня 1902, с. Магала, тепер Новоселицького району Чернівецької області — 1996) — оперна співачка (мецо-сопрано), заслужена артистка Румунії (1957).

## Біографія
Філомела Пітею-Джорджеску народилпася 29 червня 1902 року в селі Магала, тепер Новоселицького району Чернівецької області. У 1919—1925 рр. навчалася у Віденській музичній академії. Удосконалювала знання у Зальцбурзі.

## Творча діяльність
Працювала солісткою оперного театру в м. Клужі (Румунія). Зіграла понад 30 ролей в операх найвизначніших європейських композиторів. Виконувала головні жіночі ролі в операх «Бал-маскарад», «Ріголетто», «Трубадур», «Аїда» «Травіата» Верді, «Пікова дама» П. Чайковського та інших. До її концертних програм входили пісні румунських та зарубіжних композиторів, буковинські народні пісні.